# Martin Doktor
Martin Doktor, född den 21 maj 1974 i Polička, Tjeckoslovakien, är en tjeckisk kanotist.
Han tog OS-guld i C-1 500 meter och OS-guld i även i C-1 1000 meter i samband med de olympiska kanottävlingarna 1996 i Atlanta.